# السلحفاة إي 39 (دبابة)

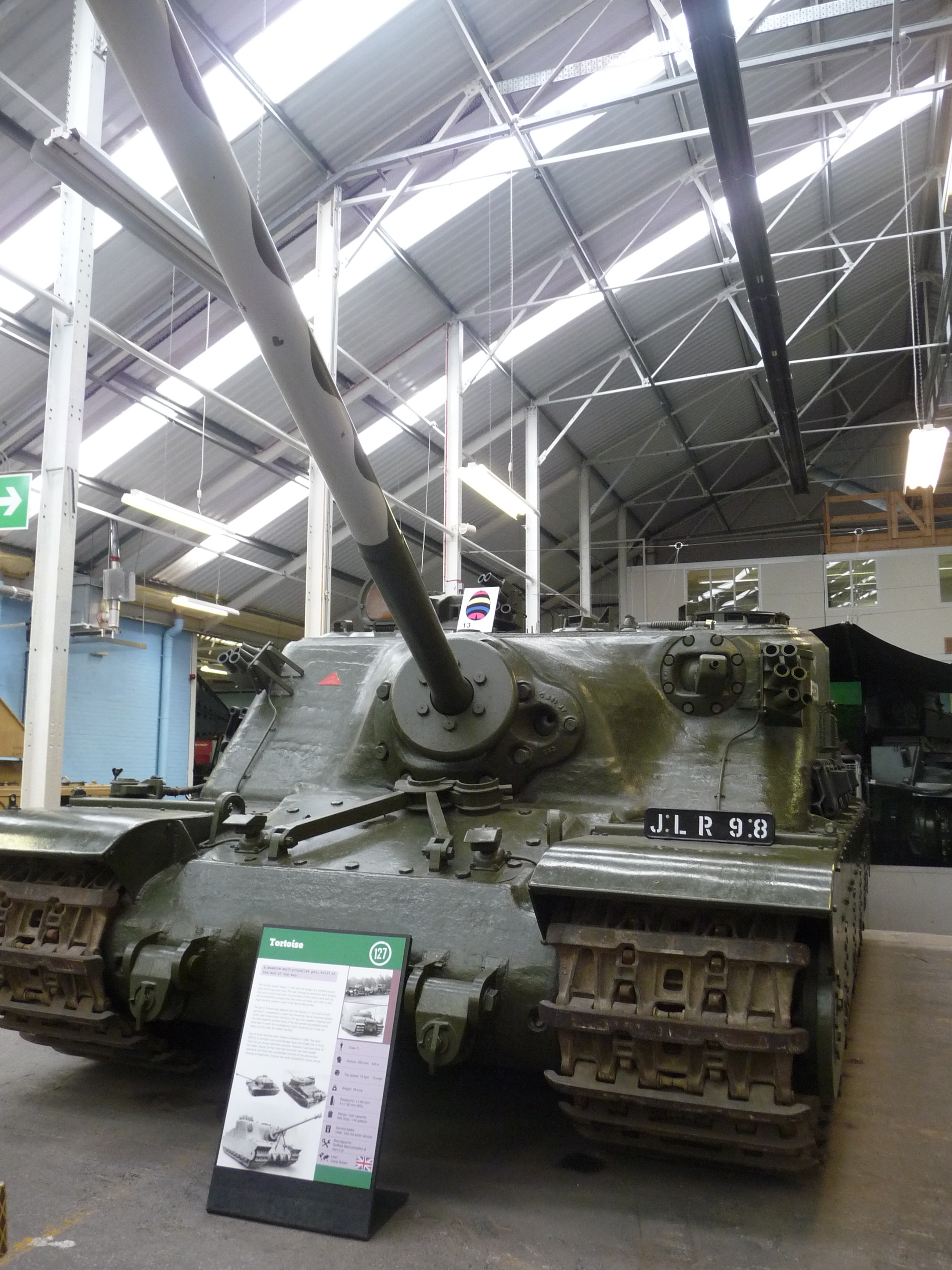

السلحفاة إي 39 (بالإنجليزية: A39 Tortoise)‏ هي دبابة بريطانية ثقيلة تم البدء بصناعتها خلال الحرب العالمية الثانية، إثر سباق التسلح الذي كان قائمًا آنذاك بين طرفي الصراع، وجاء صنعها لتكون أكبر دبابة حربية بعد دخول التايغر الألمانية الحرب في العام 1942، حيث أثارت الأخيرة الرعب لدى الحلفاء بسبب ضخامتها وقوتها. لم يتم الانتهاء من صناعة السلحفاة إي 39 إلا في عام 1946، بعد أن وضعت الحرب العالمية الثانية أوزارها.

## المواصفات
- الوزن: 78 طن
- الطول: 10 امتار
- الطاقم: 7 أشخاص
- المدفع:96 ملم